# Högbådan, Nykarleby
Högbådan är en ö i Finland. Den ligger i Norra kvarken eller Bottenviken och i kommunen Nykarleby i den ekonomiska regionen  Jakobstadsregionen i landskapet Österbotten, i den västra delen av landet. Ön ligger omkring 48 kilometer nordöst om Vasa och omkring 390 kilometer norr om Helsingfors.
Öns area är 1,1 hektar och dess största längd är 160 meter i sydöst-nordvästlig riktning.